# Крик 4
«Крик 4» (англ. Scream, стилізовано як SCRE4M) — фільм режисера Веса Крейвена, четвертий у серії фільмів жахів. Спочатку проєкт створювався як трилогія, але через 10 років після виходу останнього фільму продюсер Боб Вайнштейн вирішив зняти продовження. Ймовірно, фільм стане першим у новій трилогії. Прем'єра фільму призначена на 15 квітня 2011 року.

## Офіційний синопсис
Останні декілька років Сідні Прескотт провела в тиші і спокої. Тепер вона працює методистом у Вудсборзькій середній школі, її альма-матер. Життя поступово приходить до ладу, якомога далі від набридливих журналістів.
Але коли знаходять труп одного зі студентів, світ Сідні Прескотт знову починає ламатися. Місто знову тероризує вбивця в масці…

## У ролях
- Нів Кемпбелл — Сідні Прескотт
- Девід Аркетт — Дьюі Райлі
- Кортні Кокс — Гейл Везерс
- Емма Робертс — Джилл Робертс, кузина Сідні
- Гейден Панеттьєр — Кірбі Рід, подруга Джилл
- Рорі Калкін — Чарлі Вокер, хлопець Джилл
- Марлі Шелтон — Джуді Гікс
- Ентоні Андерсон — Детектив Перкінс
- Адам Броуді — Детектив Хосс
- Мері Макдоннелл — Кейт Робертс
- Елісон Брі — Ребекка Волтерс
- Ніко Торторелла — Тревор Шелдон
- Маріель Джаффе — Олівія Морріс
- Ерік Кнудсен — Роббі
- Анна Паквін — Рейчел (персонаж фільму Stab 7)
- Крістен Белл — Хлоя (персонаж фільму Stab 7)
- Люсі Гейл — Шеррі (персонаж фільму Stab 6)